# Manjedoura

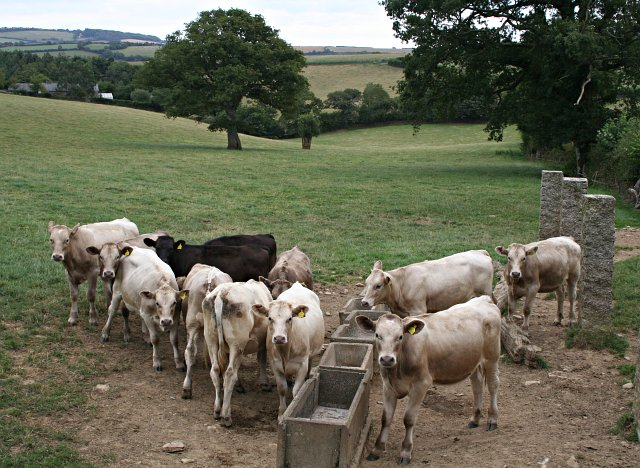
Bovinos à espera de ração nas manjedouras.

A manjedoura é um recipiente onde se coloca a comida para o gado doméstico, que pode ser feito de madeira, de pedra, de metal ou de plástico. É utilizada tanto ao ar livre como num estábulo, podendo estar equipada com um distribuidor automático de alimentos. Por vezes, também se usa para alimentar animais selvagens, especialmente em reservas naturais.
A manjedoura é igualmente um símbolo cristão, associado ao presépio. De acordo com o Evangelho de Lucas 1:7, a Virgem Maria "deu à luz o seu filho primogénito, e envolveu-o em panos, e deitou-o numa manjedoura […]". A iconografia das cenas da natividade, especialmente o presépio, representa muitas vezes um recipiente de madeira ou de pedra assente no solo e coberto por forragem.

## Galeria

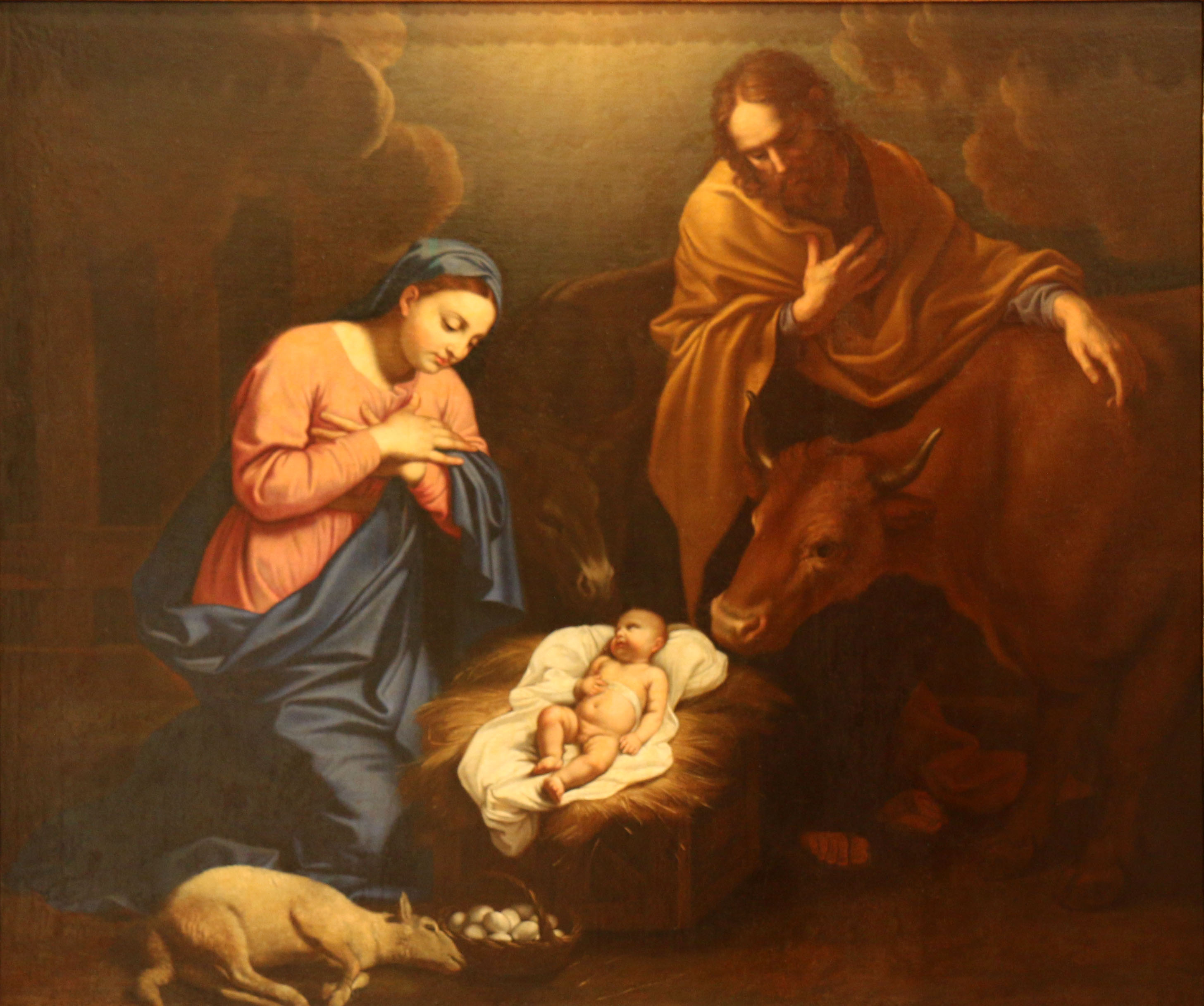
A Natividade (1656), de Nicolas Mignard
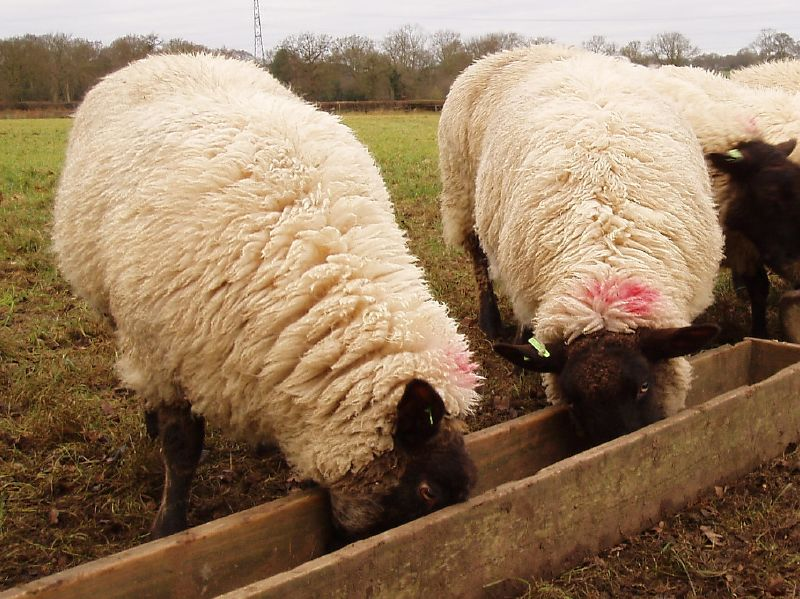
Uma manjedoura de madeira
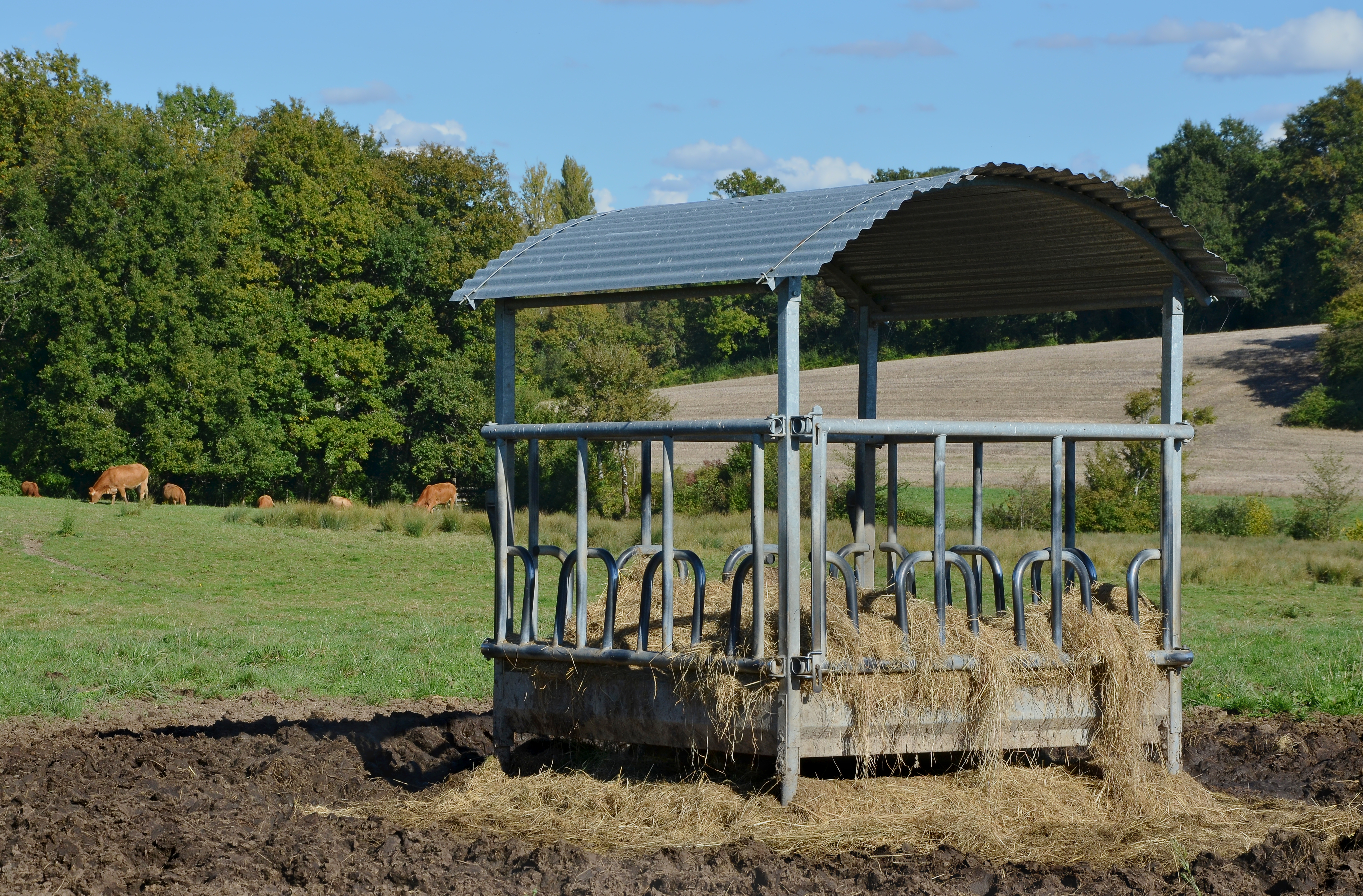
Uma manjedoura de metal